# Национално знаме на Нигер
Националното знаме на Нигер е прието на 23 ноември 1959 година. Знамето е съставено от три хоризонтални равни линии в оранжево, бяло и зелено с оранжев диск в средата.
Различни източници дават различни данни за символиката на знамето, но официално все още няма описание. Често се смята, че оранжевата линия символизира северния регион на държавата, т.е. Сахара, бялата символизира чистота и зеленият цвят символизира надеждата и плодородните региони на юг. Дискът символизира слънцето и независимостта.